# Annie Briggs

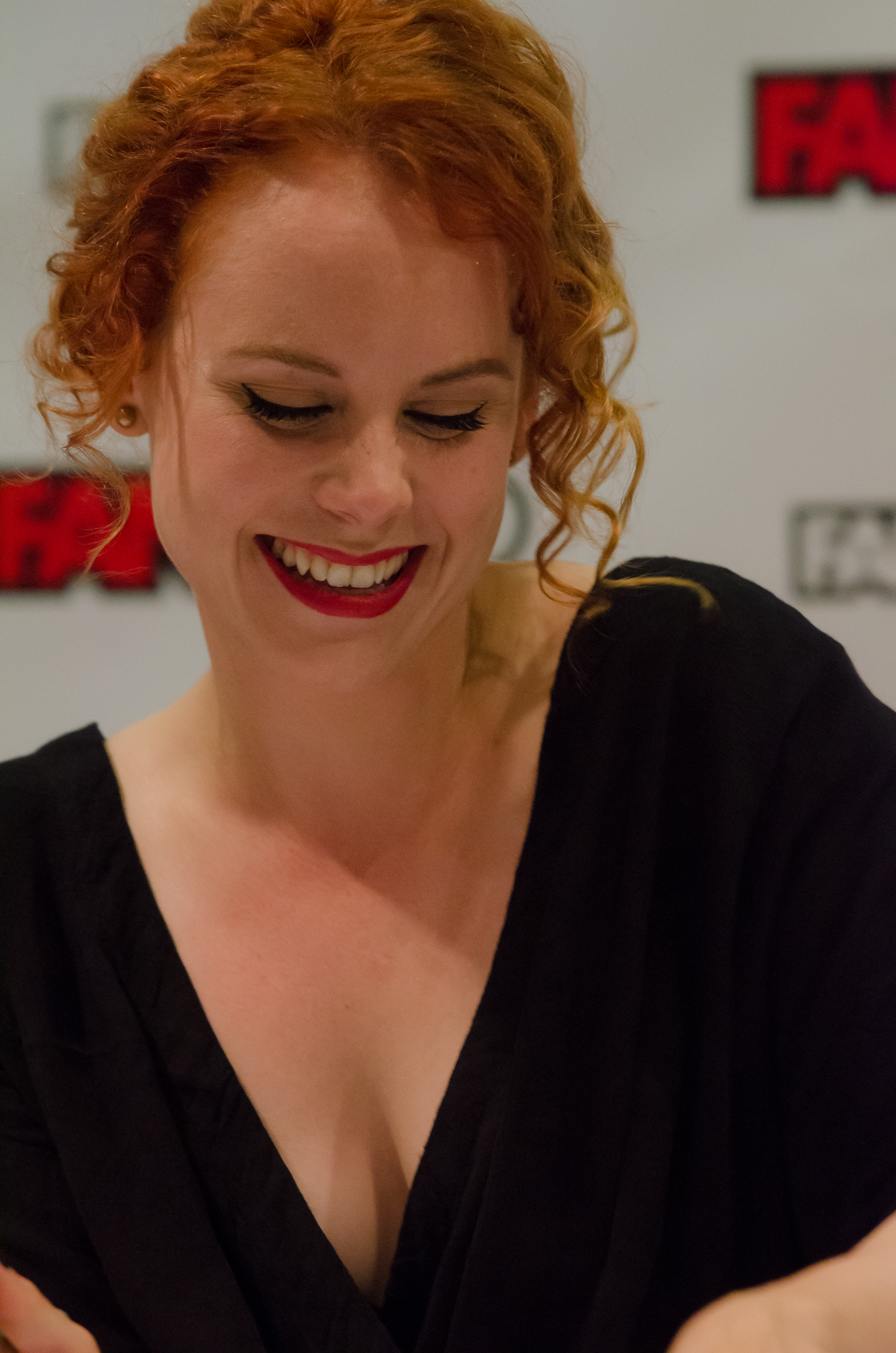
Annie Briggs (2015)

Annie Morgan Briggs (geb. 1987 in Kanada) ist eine kanadische Schauspielerin. Ihre bekannteste Rolle ist die der Lola Perry in der Webserie Carmilla und dem Kinofilm The Carmilla Movie.

## Leben
Briggs wuchs in Halifax auf. Sie absolvierte ein Theaterstudium an der Queen’s University in Kingston. Danach studierte sie an der American Academy of Dramatic Arts in New York City. Später zog sie nach Toronto. Dort trat sie unter anderem in Theaterstücken vom Reach Ensemble Theatre und vom Single Thread Theatre auf. 2008 stellte sie Eurycleia im Theaterstück im Modern Fuel Artist-Run Center in Kingston dar. 2012 spielte sie eine der Hauptrollen im Off-Broadway Theaterstück The Brightness of Heaven am Manhattan Repertory Theatre in New York. In dem Thriller Roundabout spielte sie 2014 die Hauptrolle der Radiomoderatorin Leah Calder. Im selben Jahr erlangte sie durch ihre Rolle der Perry in der Webserie Carmilla auch internationale Bekanntheit. Perry ist eine Studentin, die in einer Welt voller Vampiren, Hexen und anderer übernatürlicher Wesen, gerne ein normales Leben führen will. In der zweiten Staffel spielte Briggs mit Carmilas Mutter, alias The Dean die wichtigste Antagonistin der Serie. Im Jahr 2015 erreichte Briggs den 73. Platz der AfterEllen's Hot 100 List, noch vor Stars wie beispielsweise Kate Winslet. 2016 war Briggs als Schauspielerin Abby in dem Kurzfilm Luvvie zu sehen, einen Kurzfilm den Briggs nicht nur schrieb und produzierte, sondern in dem sie auch die Regie führte. 2017 war Briggs erneut als Perry in The Carmilla Movie zu sehen.

## Filmografie
- 2014: Roundabout
- 2014, 2019: Murdoch Mysteries (Fernsehserie, 2 Folgen)
- 2014–2016: Carmilla (Webserie, 86 Folgen)
- 2015: Canadian Star
- 2016: Luvvie (Kurzfilm)
- 2016: 45 (Kurzfilm)
- 2017: The Carmilla Movie
- 2018: Fox, Kitten, Sparrow
- 2018: Darken: Before the Dark (Webserie, 6 Folgen)
- 2018: Clairevoyant (Webserie, 14  Folgen)
- 2018: Bad Appetite
- 2019: A Very Important Appointment (Kurzfilm)
- 2019: Ruth (Kurzfilm)
- 2020: Wharf Rats (Webserie, 6 Folgen)
- 2020: Transplant (Fernsehserie, 1 Folge)
- 2020: Stardust
- 2021–2023: Chucky (Fernsehserie, 6 Folgen)
- 2021: Private Eyes (Fernsehserie, 1 Folge)
- 2022; Santa’s Got Style (Fernsehfilm)
- 2023: A Widow Seduced

## Theater
| Jahr | Titel                    | Rolle                                        | Theater                                          | Ort                          |
| ---- | ------------------------ | -------------------------------------------- | ------------------------------------------------ | ---------------------------- |
| 2008 | The Odyssey              | Eurycleia                                    | Modern Fuel Artist-Run Center                    | Kingston, Kanada.            |
| 2009 | The Seagull              | Irina Arkadina                               | Drama Department                                 | Kingston, Kanada             |
| 2012 | The Brightness of Heaven | Kathleen                                     | Manhattan Repertory Theatre                      | New York, Vereinigte Staaten |
| 2014 | Much Ado About Nothing   | Conrad                                       | Spadina Museum, Single Thread Theatre Company    | Toronto, Kanada              |
| 2014 | Romeo and Juliet         | Lady Capulet                                 | Classical Theatre Project                        | Toronto, Kanada              |
| 2014 | Hamlet                   | Gertrude                                     | Winter Garden Theatre, Classical Theatre Project | Toronto, Kanada              |
| 2014 | Macbeth                  | Witch / Fleance / Gentlewoman / Young Siward | Winter Garden Theatre                            | Toronto, Kanada              |
| 2014 | The Memo                 | Alice                                        | Unit 102 Theatre                                 | Toronto, Kanada              |
| 2016 | Schoolhouse              | Mrs. Coyte, Mrs. Baptie                      | Festival Players of Prince Edward County         | Wellington, Kanada           |